# Суперкупа на Испания 2018
Суперкопа де Еспаня 2018 е 32-рото издание на суперкупата на Испания, футболен мач, противопоставящ отборите на Барселона и Севиля. 
Това е първият мач за Суперкупата на Испания, в който победителят се определи само в един мач.  Това също така е и първият мач за Суперкупата на Испания, който се игра в Мароко. 

## Отборите
| Отбор     | Начин на класиране                                                   |
| --------- | -------------------------------------------------------------------- |
| Барселона | Спечелил Купа на краля през сезон 2017/18 и Примера дивисион 2017/18 |
| Севиля    | Финалист за Купа на краля през сезон 2017/18                         |

## Мач

### Детайли
| 12 август 2018 23:00 UTC+2 |

| Барселона             | 2 – 1  | Севиля     |
| --------------------- | ------ | ---------- |
| Пике 42', Дембеле 78' | Доклад | Сарабия 9' |

| Стаде ибн Батоуда, Танжер Съдия: Карлос дел Керо Гранде |